# F-14に関連する作品の一覧

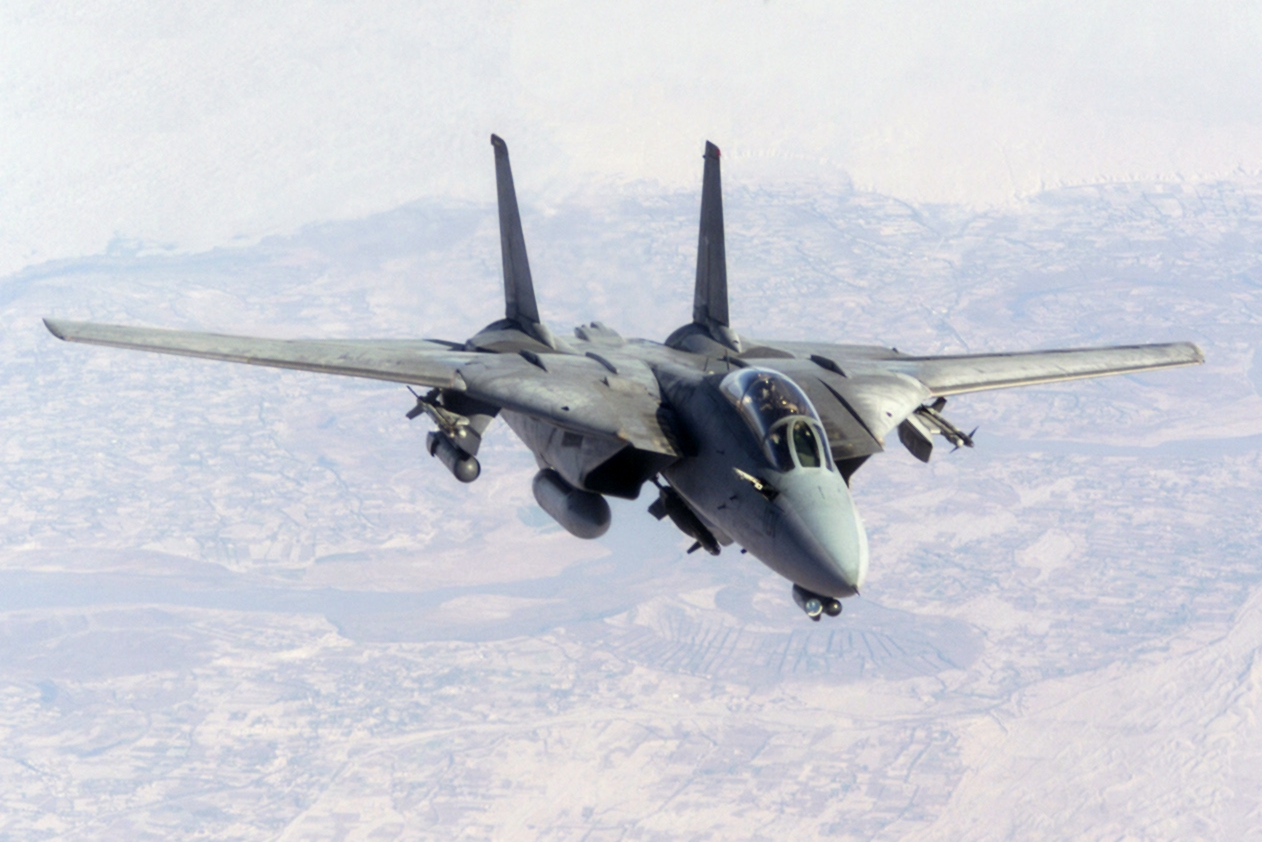
F-14D トムキャット

F-14に関連する作品の一覧（F-14にかんれんするさくひんのいちらん）は、アメリカ合衆国のグラマン社が開発した艦上戦闘機、F-14 トムキャットに関連する作品の一覧である。

## 映画
『インデペンデンス・デイ』
作中では海軍機であるにもかかわらずアメリカ海兵隊の基地に配備されており、エイリアンの「シティ・デストロイヤー」への攻撃に出撃する。
『エグゼクティブ・デシジョン』
化学兵器を持ったテロリストによってハイジャックされた、「オーシャニック航空343便」を撃墜するため出撃する。撮影には、VF-84 ジョリーロジャースが協力。
『トップガン』
主人公のピート・ミッチェル（コールサイン：マーヴェリック）をはじめとするアメリカ海軍戦闘機パイロット各隊員たちの乗機として物語全般にわたって登場する。
撮影の際には、原子力空母「エンタープライズ」」所属のVF-213 ブラック・ライオンズ（他にも、VF-1 ウルフパック、VF-51 スクリーミングイーグルス、VF-114 アードバークスの機体など）の機体を中心として撮影が行われた。後述する『ファイナル・カウントダウン』で実際の飛行隊であるVF-84 ジョリーロジャースを出したことが他の飛行隊の反感を買ったことから、主人公たちに直接関わる部隊には別の部隊名やインシグニア（部隊マーク）を使っている。また、映画の公開中に主人公とRIOの名前を本物のF-14に書いたアメリカ海軍のパイロットもいたといわれている。
『トップガン・マーヴェリック』
終盤戦で架空国家が装備する戦闘機として登場。最終局面において、搭乗機のF/A-18を墜とされたマーヴェリックと、前作にて死亡したグースの息子・ルースターが合流し、敵基地のシェルターに格納されていたF-14Aを奪取。離陸後に第五世代戦闘機（Su-57）2機と交戦し、これを撃墜する。同機は設計上は空対空ミサイルを6発搭載出来るが、奪取した機体には2発しか搭載されていなかった。
『ファイナル・カウントダウン』
原子力空母であるニミッツ級航空母艦「ニミッツ」が真珠湾攻撃直前の太平洋にタイムスリップする。映画内では、トムキャットと零戦（T-6 テキサンを改造したレプリカ）とのドッグファイトも見られる。撮影には、当時「ニミッツ」所属のVF-84 ジョリーロジャースとVF-41 ブラックエイセスが協力。

## テレビドラマ
『ウルトラシリーズ』
『ウルトラマン80』
第14話に地球防衛軍（UNDA）の戦闘機として登場。UNDA極東エリア基地付近を飛行している。
『ウルトラマンになりたかった男』
本編終了後の「おまけ」に模型が登場。円谷プロダクションの特撮スタッフという設定の主人公が、シーボーズの着ぐるみとともに操演の実演に使用する。
『超力戦隊オーレンジャー』
国際空軍（U.A.）およびオーレンジャーの主力戦闘機として、F-14をベースとした架空機「サンダーウィング」が第1話から登場。主翼がガル翼に変更されたほか、尾翼の形状変更、カナードの追加などが行われている。
『犯罪捜査官ネイビーファイル』
米海軍法務部JAG（Judge Advocate General）の法務官（捜査官）である主人公のハーモン・ラブ・ジュニア海軍中佐（シリーズ中盤までは少佐。演者：デヴィッド・ジェームス・エリオット）は、JAGに着任する前はF-14のパイロットであったという設定になっている。その設定を生かして、シリーズ中ではJAG法務官となってからも、何度もパイロットとしてF-14に搭乗している。
また、シリーズの途中にはJAGの法務官から再びF-14のパイロットに復帰して国際紛争の最前線での戦闘に参加した連続エピソードもある（その後、再びJAGの法務官として復職している）。
さらに、第7シーズンの最終話「姿なき敵」（原題：ENEMY BELOW）では、アラビア海に展開する空母戦闘群に対する劣化ウラン弾搭載の巡航ミサイルによるテロ攻撃（キャビールという名前のアラブ系の人物がリーダーを務める、アフガニスタンを拠点とする国際テロ組織一味と手を組んだ、ロシア海軍の反米主義者イエラフトフ大佐が艦長として指揮を執る、ロシア海軍からイラン海軍に譲渡された旧型潜水艦から発射された1発の巡航ミサイルによる攻撃）を、空母「シーホーク」（架空の艦名）から発艦した2機のF-14のうちの1機にハーモン自らが搭乗した上で迎撃し、ロサンゼルス級攻撃型原子力潜水艦「ウォータータウン」（架空の艦名）との連携作戦により、最終的にテロ攻撃を阻止している（自らが囮となって、巡航ミサイルの追尾センサーを自らの搭乗機に向けさせた上でミサイルの目標を空母戦闘群から自機に変更させ、そのままミサイルの前方の位置に付いた状態でミサイルに搭載された劣化ウラン弾の弾頭の爆発による被害のおよばない空母戦闘群から遠く離れた距離の海域上空まで飛行し、僚機のF-14のECMによるソフトキルを得て、最終的にミサイルの推進剤を完全に消費させてミサイルを燃料切れで海面に墜落させるという方法を取った）。
『量産型リコ -もう1人のプラモ女子の人生組み立て記-』
第8話に、タミヤ製の1/48スケールのA型のプラモデルが登場。「TVキング プラモデル選手権チャンピオン大会」への出場を前にした主人公が修行の一環として製作し、VF-154 ブラックナイツ所属機が不時着した姿を象ったジオラマとして完成させている。

## アニメ
『BLUE SEED』
第24話に登場。東京を巨大植物群で埋め尽くしたスサノオに対処すべく出動したニミッツ級航空母艦に艦載されている。
『うる星やつら』
面堂家の私設軍隊の装備などとして複数回登場。うち劇場版『うる星やつら オンリー・ユー』では面堂家の屋敷の敷地内を飛行しており、テレビアニメ第133話では面堂了子の指揮のもと水乃小路家攻撃に向かい、水乃小路家防空部の戦闘機と交戦。OVA「ヤギさんとチーズ」では巨大化した幽霊ヤギを攻撃するが、ミサイルはヤギをすり抜けてしまい、ヤギの火炎放射によって撃墜されている。
『カッタ君物語』
中東戦争中のアラビアの某国で主人公たち、および日本のジープを機銃掃射する。
『機甲戦記ドラグナー』
F-14をデザインのモデルとした「可変翼ジェット戦闘機」が登場。地球連合軍の架空のニミッツ級空母「アクアポリス」に艦載されている。
『禁断の黙示録 クリスタル・トライアングル』
北海道でソビエト軍のMiG-29と交戦する。
『ケロロ軍曹』
第105話後半に桃華親衛隊の戦闘機として登場。花見のために西澤邸に持ち込まれていた子供を取り戻すべく出現した桜型宇宙人「サクラサクーラ」を迎撃する。
『新海底軍艦』
国連軍特別平和維持部隊に参加したアメリカ海軍機が登場。
第1話では南極海で、第2話では海沿いの都市の上空で地空人のリングおよび釣鐘要塞を攻撃するが、戦果は第1話にて国連軍艦隊と共同で1つのリングを撃破したにとどまり、多くの機が撃墜されている。また、第2話では小笠原諸島の菅原海洋開発基地にて海底軍艦「羅號」に攻撃を加えてもいる。
『聖戦士ダンバイン』
第46話に登場。空中戦艦「ゲア・ガリング」に対して、有人飛行でオーラバリアを突破した後にパイロットが脱出し、機体を突っ込ませる特攻に近い戦法で大破に追い込んでいる。
『そらのおとしもの』
第12話に原子力空母「エンタープライズ」所属機が登場。空見町の動物園で動物を檻から解き放ちつつ暴れ回る全裸男（と誤認された主人公）を新手のテロリストと認識し、攻撃のため発艦していく。
『地上最強のエキスパートチーム G.I.ジョー』
G.I.ジョーチームの主力戦闘機として、F-14をモデルとした「XP-14F スカイストライカー」という可変翼戦闘機が登場する。形状はほとんどF-14と同一。なお、タカラトミーから、パイロットのフィギュア付きの玩具も発売された。
『内閣権力犯罪強制取締官 財前丈太郎』
アニメ版第1話に登場。ロサンゼルス空港上空に領空侵犯した後、主人公、財前丈太郎はパラシュートで脱出している。
『ブラック・ジャック 空からきた子ども』
ベラド共和国の戦闘機として登場。操縦士に強奪されたVTOL戦闘機「レポール」を追って日本へと向かう。
『ヘボット!』
第4話に登場。伸び続けるネジの木を攻撃すべく艦隊とともにネジが島付近に展開し、ネジの木にミサイルを撃ち込んでいる。
『変形少女』
#1に登場。主要登場人物の1人である羽瑠がF-14に変形する。
『マクロスシリーズ』
1982年に発表された『超時空要塞マクロス』に登場するVF-1 バルキリーの変形システムは、F-14の外観をヒントにデザインされた。なお、VF-1以外のF-14に類似した可変戦闘機には、VF-0 フェニックスやVF-25 メサイアなどがある。
F-14自体の登場は2002年に発表されたOVA 『マクロスゼロ』が初となる。地球統合軍の架空のニミッツ級空母「イラストリア」の艦載機として登場し、主人公、工藤シンらが搭乗しMiG-29 ファルクラムと空中戦を演じる。架空の歴史上の2008年時点では統合戦争の最中であり、戦争の長期化による戦力不足を補うため引退を取りやめ現役で使用されている。異星人の超先進技術（オーバーテクノロジー）を用いて機体を改修されていると設定されている。一見、F-14Dの姿をしているがコックピットだけはF-14Aの状態になっており、河森正治監督によれば「F-14A++」、バンダイ開設の公式サイトでは「F-14A+改」、ゲーム『マクロスアルティメットフロンティア』では「TYPE-14」と名付けられている架空バージョンである。
『ムーの白鯨』
国連軍のジェット戦闘機としてアトランティスの侵攻に立ち向かったが、全滅する。
『ルパン三世 燃えよ斬鉄剣』
終盤にアメリカ海軍の太平洋艦隊の所属機として登場。陳珍忠と桔梗らが搭乗する巨大爆撃機「ステルス」を領空侵犯機と確認し、3機が迎撃する。空対空ミサイル及び機銃攻撃をするも撃墜が出来ず、２機が爆撃機の主翼に衝突し真っ二つにされて爆発。残った1機が機銃攻撃をしながら突撃、爆撃機に突っ込み爆発するが爆撃機は、傷一つ点かず飛び続けた。

## 漫画
『Mr.Clice』
第3巻において主人公、繰巣陣の友人が艦長を務める原子力空母「エンタープライズ」の艦載機として登場し、繰巣を支援する。
『That's!イズミコ』
第1巻にて主人公、極楽院和泉子が作ったメカとして、F-14をモデルとした「TOMNEKO」が登場。形状がデフォルメされているほか、可変翼の代わりにネコの手を有しており、それを用いたパンチも可能。亜奈開夢美が操縦するロング・イージーと空中戦を繰り広げる。
『エリア88』
主要キャラクターの1人、ミッキー・サイモンが搭乗。ミッキー・サイモンは元「エンタープライズ」の飛行隊所属で、F-14はベトナム戦争での愛機とされ、実際に存在したVF-84 ジョリーロジャースと同じ塗装となっている。
最初に搭乗した機体は、イランに輸出されるはずがイラン革命のためにイタリアの倉庫で足止されていた80機目の機体で、シリアルナンバーをイラン空軍が墜落させた機体のものに改竄し、帳簿上はスクラップとなった機体をマッコイじいさんが手に入れてきたという設定（実際の80機目の機体は開発に使用するためイランに引き渡されなかった上で、アメリカ海軍のNASWACにてアグレッサーとして運用された）。この機体が地上空母に撃墜された後、ミッキーはしばらく他の戦闘機に乗っていたが、エリア88基地が山中に再建された後、再びF-14Aを入手し、敵味方から「ドラ猫」「暴れ猫」などの異名で恐れられた。どちらも基本的にミッキーが1人で操縦・運用しており、RIOが同乗する描写は無い。
また、2番目の機体については交換用パーツの入手が難しかったため、物語終盤ではFCSが正常に作動しなかったり、エンジンもフルパワーを出せなかったりといった描写が見られる。機体にはプレイボーイバニーが描かれているが、これは、実在のVX-4 Evaluatorsで使用されていた。
また、タカラトミーから1/100スケールプラモデルで1/24のミッキー・サイモンのフィギュア同梱で発売されていた。
『凹村戦争』
所属不明の機体が登場。凹村に落下していたX型の「星のカケラ」をF-15 イーグルとともに攻撃する。なお、実機とはキャノピーの形状が異なる。
『ゴルゴ13』
「陽気な狙撃者」に登場。F-14のエンジンが標的。
『シティーハンター』
第23巻において登場。アニメ版ではF-15となっている。
『影の戦闘隊』（シャドーウィングス）
主人公の初期の乗機。F-14A部隊がAIM-54 フェニックス空対空ミサイルを1機あたり6発一斉発射して、敵部隊を遠距離から殲滅する描写が数度見られる。
『続・戦国自衛隊』
第1巻にて、朝鮮半島に向かう第7艦隊のキティホーク級航空母艦「キティホーク」に所属する2機が、北朝鮮からテポドン2が発射されたことを受けて緊急発進する。
『超時空戦艦まほろば』
第1巻にてフォレスタル級航空母艦「インディペンデンス」の所属機が、クルーズ客船に偽装した怒国海軍の情報戦闘指揮艦「リベンジ・オブ・アース」の出港を祝福して上空で編隊飛行を行った。
また、第2巻では架空の空母「スペースワスプ」の艦載機として、F-14をモデルにしたと思しき架空機が2機登場。複座機で、翼配置などはF-14と変わらないが、胴体とエンジンおよびエアインテークが独立したブロックとなっており、機首も延長されている。また、エンジンノズルが二次元形状になっている他、胴体後部にレンズ状の部位が確認できるが、これの用途は不明。翼下に大型のドロップタンクを装備している他、胴体下部には「反動爆雷」なる高威力の大型爆雷を装備する事が可能である。
劇中では2機が怒国からの指令を受けて戦艦「まほろば」を反動爆雷で攻撃するも、「まほろば」によって全ての電子機器をダウンさせられたため、パイロットが脱出した後に海面に墜落した。その後も、スペースワスプの同型艦「プライドプラネット」の艦載機2機が「ツイン・ビーピング・トム」のコールサインを与えられ、「まほろば」偵察に当たっている。
なお、裏表紙の「あらすじ」では「「怒国」戦闘機」と記述されているが、劇中ではアメリカ軍の国籍マークをつけている。
『超時空要塞マクロス THE FIRST』
統合軍所属機として登場しており、劇中では早瀬達がいる南アタリア島航空管制室の管制レーダーの中でVF-0 フェニックスやVF-1 バルキリーへの置き換えが進む中、多数の機影の中にF-14の機影が存在しており、統合戦争終了後も少数ながらも運用されていた模様。
『沈黙の艦隊』
ニミッツ級をはじめとするアメリカ海軍空母の艦載機として登場。ニューヨーク沖海戦では、ニミッツ級空母「セオドア・ルーズベルト」に所属する1機が、原子力潜水艦「やまと」が探信音を放つため近距離まで接近してきたタイミングでカタパルトから射出され、パイロットが機首を「やまと」に向けると直ぐに脱出し、残された機体は急速潜航しようとした「やまと」を直撃する。これにより、「やまと」の魚雷発射管8門中、7門が一時使用不能となった。
『ファントム無頼』
第7艦隊空母サミット（架空の艦）所属飛行隊が、F-4ファントムIIから機種転換してジョーイ・ヨハンセン中尉らが使用している。
『ブルーシティー』
世界征服を狙うDr.ジェノサイド率いる「凍結艦隊」の無線操縦F-14Aが登場する。
『ポプテピピック セカンドシーズン』
2-8話に2機が登場。ピピ美を取り合う2機のユーフォーの攻撃に赴く。
『マップス』
第2話に空母「ニミッツ」または「カール・ヴィンソン」所属機が登場。海底で自動修理中の宇宙人の宇宙船「リプミラ号」捕獲のために出動した艦隊に含まれており、浮上したリプミラ号を攻撃するも一蹴される。
『魔法先生ネギま!』
単行本第10巻に登場。第78回麻帆良祭にて地上展示されている。
『ヤマタイカ』
第2部に空母「カール・ビンソン」所属機が登場。ヤマタイカのマツリによって復活した大和型戦艦「大和」を、F/A-18 ホーネットとともに西太平洋上で攻撃するが、有効打は与えられていない。

## 小説
『ARIEL』
第16巻から国立科学研究所（SCEBAI）所属という設定の機体が登場。D型をベースに軽量化、エンジンと電子機器を最新型に更新、観測機器を搭載し、航空実験の追跡機となっている。コールサインは「クレオギャオス」。
また、アメリカ海軍のF-14Dも、第7巻にキティホーク級航空母艦「コンステレーション」所属機、第9巻にはニミッツ級航空母艦「カールビンソン」所属機が宇宙人の巨大ロボット「降下兵」攻撃のために登場している。「カールビンソン」所属機はペガサス・ロケットを改造した架空の対衛星・弾道質量兵器用ミサイル「ユニコーン」を搭載していたがこれも降下兵には通用せず、双方ともに足蹴にされている。
『イリーガル・エイリアン』
キティホーク級空母「キティホーク」所属機が登場。「キティホーク」から地球周回軌道上の母船へと向かうエイリアン「トソク族」の着陸船を2機が大気圏内で護衛する。
『塩の街』
物語終盤（ハードカバー版では中盤）で主人公、秋庭が厚木基地に再配備されていた元第154戦闘飛行隊所属のA型を、LANTIRN 40KやLGB-10と言った対地攻撃用の装備を搭載したまま厚木基地より奪取（この争奪劇自体が出来レースではあったが）し、羽田空港沖の「結晶」への攻撃に使用。一旦機種転換のためアメリカ合衆国本土へ部隊毎引き上げていたが、アメリカ軍がある目的で利用するため最新鋭機の代わりに配備していた。このとき使用された機体はハードカバー版の挿絵ではCAG機となっている。
『首都消失』
アメリカ海軍機が登場。所属不明機が成田空港上空を通過するシーンがあるほか、ニミッツ級空母「カール・ヴィンソン」所属機4機がA-6 イントルーダーとともに、道東沖で大演習を行うソ連艦隊の警戒に赴いている。
『征途』
アメリカ海軍とイラン空軍のA型の他、海上自衛隊の航空護衛艦（空母）の艦載機「F-14J」として登場。
作中ではベトナム戦争のテト攻勢時の登場人物による独白で「東京政府が排水量75000トン級の新型空母を建造するまで、発着艦時の事故が多いことから合衆国が当の昔にお払い箱にしてしまった艦上戦闘機を更新しないという話は本当だったらしい」という描写があった上で、60年代末にその新型空母の建造予算を決定しており、その際に合わせて導入されたものと思われる。湾岸戦争ではイラク空軍のSu-24と交戦する他、運用する部隊の飛行隊長による思いつきにより、AIM-54 フェニックスでミッドウェイ級航空母艦「ミッドウェイ」艦隊に向けて発射されたASM迎撃を行った。FV-2への更新が始まっていた統一戦争時は予備機が航空自衛隊への支援に回されている。
この作品に登場する航空自衛隊のF-15Jと同じように日本独自の改良（純日本製エンジンへの装換やレーダーのアクティブフェーズドアレイレーダー化、独自の光学系監視機器の追加）が施されている。また、空対艦ミサイルの運用能力等史実よりも早いボムキャット化改修が行われた機体として「F-14J改」が登場する。
『第14空母戦闘群シリーズ』
架空のニミッツ級航空母艦「ジェファーソン」に搭載されている部隊の機体として登場、各種空対地ミサイルなども運用可能になると言った独自の進化を遂げている。
『ダンシング・ウィズ・トムキャット』
海上自衛隊の第41航空隊に所属する艦上戦闘機「AF14J スーペリア・トムキャット」として登場（Aはアタッカーではなくアドバンストの意）。三菱重工業がD型を改修した機体という設定で、主人公、藍羽祥子が搭乗する。
『天空の富嶽』
未来人の灰田が提供した空母の艦載機として登場。無人機として中国海軍のSu-33やアメリカ海軍のF/A-18E/Fを圧倒する。
『ニセコ要塞1986』
IBM海軍の戦闘機として「F14K」という架空の型番で登場。
『妖精作戦』
第2巻と第3巻に登場。第2巻では第7艦隊所属機が、太平洋上で空中戦を繰り広げる第二次大戦時の日米両軍の軍用機に対し発進するが空振りに終わり、第3巻では主翼に対戦車ミサイルポッドを装備したミッドウェイ級空母「ミッドウェイ」所属のF-14Aが、SCFの指揮の下に首都高速1号線上で私立探偵の操るホンダ・CB1100Rと追跡戦を展開する。

## ゲーム
『A-JAX』
自機の1つとして、F-14をモデルとした架空戦闘機「ジェリー・マウス」が登場。国連の特殊戦闘部隊「A-JAX」所属とされており、外観は通常のF-14と変わりないが、宇宙空間での戦闘も可能となっている。
『Digital Combat Simulator』
EagleDynamics社のフライトシミュレーターで、サードパーティのHeatblerSimulationsが開発した『DCS:F-14 Tomcat』が有料アドオンモジュールとして公開されている。
機体内部の計器類やスイッチ類は前席後席ともにほぼ全てが操作可能であり、アビオニクスも実機と同様の機能を再現している。2020年7月現在ではF110エンジンを搭載したB型のみが公開されており、将来的にはTF30エンジンを搭載したA型が公開される予定。複座機であるが、専用のAIが後席のレーダー迎撃士官を担当することで一人でも戦闘が可能であり、マルチプレイでは2人のプレイヤーが搭乗できる。
『F/A』
選択可能な自機の1つとしてF-14Dが登場する。
『G-LOC: AIR BATTLE』
自機として、F-14をモデルとした架空戦闘機「A8M5 MkII ZEEK」が登場する。国連傘下の連合軍が新たに開発した機体とされるが、外観にF-14との大きな差異はない。
『Microsoft Flight Simulator X』
『Modern Warships』
プレイヤーが操作可能な艦載機として登場する。
『Prepar3D』
主に民間航空機の操縦をシミュレートしているフライトシミュレーションであるが、サードパーティーのAEROSOFTが販売している機体アドオンの「AEROSOFT F-14 X」を導入することでF-14の操縦を行える。操縦に関する再現度が高い（Prepar3Dは他社においてFSXのソースコードを改良した後継ソフトウェアでアドオンに対しても互換性が高い）。
『U.S.NAVY』
選択可能な自機の1つとして、空母「カール・ヴィンソン」所属のF-14が登場する。
『Wargame Red Dragon』
NATO陣営のアメリカ軍デッキで使用可能な航空機として登場する。
『War Thunder』
大型アップデート（Ver2.17"Danger Zone"）にて最初期のA型が「F-14A Early」の名称で実装。
『XX MISSION』
自機としてF-14が登場する。
『アフターバーナー』
A国海軍所属の架空の最新鋭戦闘機「F-14XX」として登場。形状は通常のF-14と変わりは無い。『スーパー大戦略（メガドライブ版）』にもユニットの1つとして登場。本作では『アフターバーナー』に置ける仕様を再現しており、ミサイルや燃料の搭載量が通常機とは段違いになっている。
『アフターバーナー クライマックス』
従来までのシリーズでは架空機扱いであったのに対し、本作では選択可能な自機の1つとしてD型が実名で登場する。
『ウォッチドッグス2』
「Live Trailer」に登場。風圧でサンフランシスコのビル街を破壊する。
『エースコンバットシリーズ』
『エースコンバット3』を除く『エースコンバット6』までの作品と、『エースコンバットインフィニティ』においてA/B/D型のいずれかが使用可能（『エースコンバット5』では全機使用可能)）。『エースコンバット5』以降、ノースロップ・グラマンからのライセンスで正式に実名で登場する。
特に『エースコンバット5』では日本国内および北米向けパッケージや公式サイトで配布された壁紙、ゲーム内のムービーなどでF-14の露出が多く、事実上の主役機扱いであった（『初代』『エースコンバット04』『エースコンバットX』ではF-22 ラプター、『エースコンバット2』『エースコンバット3』ではSu-35 フランカーE/Su-37 フランカーE2などの最新鋭機がこの座についていた）。特殊カラーとして「桜吹雪」を彩った機体があるのが特徴。
『エースコンバット6』ではTHE IDOLM@STERに登場する三浦あずさの塗装が施されたF-14Dが配信されている。
『エースコンバットAH』では「ジョリーロジャース」（第103戦闘攻撃飛行隊とのコラボ）仕様や「"VF-1J & VF-1S バルキリー"カラーセット」（マクロス生誕30周年を記念して「空を飛ぶ」ブランド仲間として誕生したカラーリング）のF-14Dが配信されている。
『エースコンバット7』では、『5』のラーズグリーズ機のカラーリングがデラックスエディション限定で配信されたF-14Dが登場する。また、映画「トップガン マーヴェリック」とのコラボレーション企画で配信されたダウンロードコンテンツにてマーヴェリックとアイスマンの機体カラーが追加されるほか、劇中に登場する架空国家の機体塗装を模したカラーリングのF-14Aも追加されている。
『エアーコンバット22』
プレイステーションで『エースコンバット』が発売される以前のナムコアーケード体感ゲーム。F-14・F-22・Su-35を選択可能。ステージ構成は、初級・上級・ドッグファイトが選択できる。初級ステージ構成は決まっているが、上級編では特定条件によって舞台が変わる。ドッグファイトでは規定された敵の数を倒すとクリアと初級・上級と条件は変わらないがドッグファイトがメインのため、戦艦や敵基地を攻撃などのステージは無く、ひたすら敵を倒すのが主である。
『エアフォースデルタシリーズ』
自機として登場。『エアフォースデルタII』では機首にカナードが追加された架空の発展型「F-14G ヘルキャットII」も登場する。『エアフォースデルタ ブルーウィングナイツ』ではルース・ヴァレンタインのみの機体として使用可能なほか、『A-JAX』のジェリー・マウスも形状をアレンジされて登場する。
『エアロダンシングシリーズ』
1作目を除きF-14A（DC/PC）B（PS2版）が搭乗可能。VF-84/VX-9/NSAWCスキームのF-14A/Bなどが使用可能。AIM-54 フェニックスや各種爆弾の運用ができない代わりに実機では計画だけだったAIM-120 アムラームが搭載可能になっているほか、加重制限が6.5-7Gとなっている（実機は演習時6.5G、実戦環境下で9G）。
『エイセス・アイアンイーグル3』
選択可能な自機の1つとして登場。専用の光学兵器として対地レーザーが装備可能。
『エナジーエアフォース Over G』
HUDやグローブベーンが稼動するF-14A（初期型）と在来型と同じ風防投影型HUD、グローブベーンが収納状態で固定のB型初期型の2種が登場。B型のみボムキャット化が可能。
『凱歌の号砲 エアランドフォース』
日本を占拠したアメリカ海軍の戦闘機として登場。プレイヤーも購入して使用できる。
『海戦ゲームNAVY BLUE』
『空戦乙女☆ヴァージンストライク』
機体そのものではなく、擬人化したF-14の空乙女が複数登場している。特徴として、全員がF-14の特徴部分である可変翼パーツを背負い、猫耳と猫のしっぽを有している。
『グリッドシーカー』
選択可能な自機の1つとして、「F-14X」という架空バージョンが登場。形状は通常のF-14と同様だが、「グリッド」と呼ばれるオプションが2基付随している。
『クレイジー・クライマー2』
ギミックとしてジョリーロジャース仕様の機体が登場する。
『サイドワインダーシリーズ』
『スーパードッグファイト』
F-14が主人公機として登場。最後までF-14以外の機体には乗れず、武装変更などもできない。
『スカイターゲット』
選択可能な自機の1つとしてF-14Dが登場する。
『ストームブレード』
選択可能な自機の1つとしてF-14Dが登場する。
『ストライクガンナー S.T.G』
F-14をモデルとした架空機「ストライクガンナー」が自機として登場。A連合国とS国が共同開発したという設定で、宇宙空間でも戦闘が可能となっている。
『ストライクファイター』
G-LOC、R-360のコックピット視線を重視した『アフターバーナー』の正統進化ゲーム。F-14が自機として登場する。
『ソニックウィングスシリーズ』
選択可能な自機の1つとして登場。『初代』ではキース・ビショップ、『ソニックウィングス2』ではシンシア&エレンの乗機となっている。『アサルト』では、F-14Bがホークの乗機となっている。
『ソニックブーム』
地下組織「フリーダム」の戦闘機という設定で、F-14をモデルとした架空戦闘機「ソニック・ブーム」が自機として登場。ただし、F-14に準じた形状なのはチラシのイラストのみで、本編ではF-15 イーグルに準じた形状で描写されている。
『大戦略シリーズ』
アメリカ海軍型などの生産タイプで購入使用可能。バージョンによって取り扱いが異なるが、隣接ヘクスで戦闘が発生するものでは他の航空機一般に先制して空対空ミサイル攻撃が行える、遠距離戦闘が発生するものでは他のどの航空機よりも空対空ミサイルの射程が長い、視界と索敵概念があるものでは早期警戒管制機の次に遠距離で敵の航空機を発見可能であるなど、空対空ミサイルとレーダーの性能の高さが反映されている。一方で爆弾を装備しての対地対艦攻撃能力は与えられてないことがほとんどである。生産コストは高く設定されている。空母が実装されているバージョンでは空母に着艦しての補給を受けることも可能。
『パイロットになろう!シリーズ』
『破壊王 キング・オブ・クラッシャー』
怪獣「ブラフマー」と化してニューヨークに襲来した主人公を迎撃するため、4機が登場し空対空ミサイルを発射するが、効果はなく終わる。
『バンゲリングベイ』
バンゲリング帝国に操られた機体が敵機として登場する。
『萌え萌え大戦争☆げんだいばーん』
鋼の乙女「ネコ」のモデル。直接は登場しない。

## バラエティ番組
『ダウンタウンのガキの使いやあらへんで!!』
第758回内の「ヤマラム対ダイナマイト四国」に特殊防衛軍の戦闘機として登場。東京に出現した怪獣ヤマラムに対し出撃するが、攻撃は行っていない。
尾翼のマーキングはVF-111 サンダウナーズ所属機のものとなっているが、機体はVF-111には配備されていないB型またはD型である。

## プラモデルや完成品など
人気のある航空機であるため、1970年代の出せば売れる時代に発売されたエアフィックスの1/72や多くのコピーキットの源流とされるオオタキとエルエスの1/144、後の怪物的な進化の発端となったタミヤの1/32、1980年代末には当時の金型技術で正確な再現に挑んだがゆえに比喩的な表現が行われた一方で作り易かったフジミ模型の1/72や、ハセガワの組み立て難度が比較的高い一方で造詣面で優れた1/48と1/72（ハセガワの1/72は後に組み立て難度が上昇し、可変翼のギミックもオミットされた代わりにモールドが凹型になっている新規金型で成形された新バージョンが出ている）、戦闘機や攻撃機では子供向けなどと揶揄されていた1/144スケールの地位を向上させたドラゴン、2000年代初めに模型としての部品の簡略化と実機再現の両立に挑んだドイツレベルの1/144や1/72など、多くの模型メーカーからプラモデルが発売されており、それらを特定の時期の機体にするためのデカールやキットの発売後に実機に追加された部品（NACAダクト形式のバルカン砲のガス抜き穴、AIM-54 フェニックスミサイル用ランチャーに取り付けるボムラック、AN/AAQ-25と専用パイロン、爆装対応のA型やHUDを装備するB/D型のコックピット、F110搭載機のエンジンノズル、新型のAIM-9 サイドワインダー用ランチャーLAU-138）などを再現したディテールアップパーツもメーカー純正別売りやキットに封入、他社の同一機種のキットから流用、社外のガレージキットなどで豊富に存在する。
フランクリンミント、ウイングクラブ、童友社などから完成品ではかなり大型のミュージアムモデルから食玩まで様々なサイズのものが発売されている。
プラモデルや完成品に共通する傾向で、人気のある部隊（VF-1 ウルフパック、VF-84/VF-103 ジョリーロジャース、VF-154 ブラックナイツ）のキットや完成品は、数量限定や店舗限定として販売されることが多い。